# Zhang Taiyan
Zhang Taiyan (Yuhang, Hangzhou, 25 de diciembre de 1868 - Suzhou, 14 de junio de 1936), también conocido como Zhang Binglin, fue un filólogo, filósofo y activista revolucionario chino. 

## Activismo político
Siguiendo los pasos de su colega Zou Rong, que había criticado la dominación manchú sobre la etnia Han, Zhang escribió en 1903 una carta abierta a Kang Youwei en la que le criticaba por apoyar al emperador manchú del que decía que era un «despreciable sinvergüenza que ni siquiera es capaz de distinguir entre una alubia y un fideo». En la carta también justificaba el uso de la violencia, que consideraba inevitable para lograr la revancha racial-étnica de los han frente a los manchúes. Además criticaba a Kang por elogiar la literatura y la filosofía indias. «A los indios les ha dado bastante igual que se pierda su territorio nacional o que su raza decline. […] La determinación de los chinos es más fuerte que la de los indios, y podemos prever que los logros de China superarán sin duda a los de los indios».
Zhang fue detenido y encarcelado por sus comentarios sobre el emperador. Durante los tres años que pasó en la cárcel inició el estudio del budismo, lo que iba a cambiar su vida, pero no abandonó su labor de agitación. En una de las cartas que escribió decía:

Con nuestro pueblo y nuestra cultura en sus lugares adecuados, yo debo tratar de irradiar esplendor. Mi voluntad todavía no ha logrado su propósito. Sigo esposado por el Estado enemigo. Otros me seguirán para renovar la llama dorada. Si la antigüedad de nuestra nación y el larguísimo historial de nuestro pueblo hubiera de concluir en mis manos, y hubiera de ser cercenada la amplia y magnífica cultura china, ése será el delito que yo habré de soportar.

Exiliado en Japón, fundó en Tokio, junto con otros revolucionarios indios, filipinos y vietnamitas exiliados y con la colaboración de socialistas japoneses, el antiimperialista Grupo de Solidaridad Asiática. Él se encargó de redactar el manifiesto del grupo en el que tras afirmar que los países asiáticos se habían tratado «mutuamente con respeto y con la virtud confuciana de la benevolencia», denunciaba que «el poder Asia» había ido «disminuyendo día a día» desde hacía cien años a causa del avance de los europeos hacia oriente, haciendo que la gente se sintiera inferior, y que «tan sólo se esforzara por los intereses materiales». De esta forma resumía, según Pankaj Mishra, «los sentimientos de orgullo cultural y de autocompasión predominantes entre los refugiados asiáticos» en Japón.